# Bukkelbær
Bukkelbær (Gaylussacia) er en slægt med omtrent 50 arter, der er udbredt i Nord- og Sydamerika med tyngdepunktet i det sydøstlige Brasilien. Det er løvfældende eller stedsegrønne buske med en stivgrenet, uregelmæssig vækst. Bladene sidder spredet, og de er hele med hel eller fint tandet rand. Ofte er de dækket af et harpiksagtigt lag. De klokke eller krukkeformede blomster sidder i overhængende klaser fra bladhjørnerne, og de er hvide, lyserøde eller røde. Frugterne er blåduggede bær.
| Beskrevne arter |

- Busk-Bukkelbær (Gaylussacia dumosa)

| Andre arter |

| - Gaylussacia amazonica - Gaylussacia amoena - Gaylussacia angulata - Gaylussacia angustifolia - Gaylussacia arassatubensis - Gaylussacia baccata - Gaylussacia bigeloviana - Gaylussacia brachycera - Gaylussacia brasiliensis - Gaylussacia buxifolia - Gaylussacia caparoensis - Gaylussacia caratuvensis - Gaylussacia cardenasii - Gaylussacia centunculifolia - Gaylussacia chamissonis - Gaylussacia ciliosa - Gaylussacia cinerea - Gaylussacia corvensis - Gaylussacia decipiens - Gaylussacia densa - Gaylussacia duartei | - Gaylussacia dumosa - Gaylussacia fasciculata - Gaylussacia frondosa - Gaylussacia gardneri - Gaylussacia goyazensis - Gaylussacia harleyi - Gaylussacia incana - Gaylussacia jordanensis - Gaylussacia loxensis - Gaylussacia martii - Gaylussacia montana - Gaylussacia mosieri - Gaylussacia nana - Gaylussacia oleifolia - Gaylussacia orocola - Gaylussacia pallida - Gaylussacia peruviana - Gaylussacia pinifolia - Gaylussacia pruinosa - Gaylussacia pseudociliosa - Gaylussacia pseudogaultheria | - Gaylussacia pulchra - Gaylussacia reticulata - Gaylussacia retivenia - Gaylussacia retusa - Gaylussacia rhododendron - Gaylussacia riedelii - Gaylussacia rigida - Gaylussacia rugosa - Gaylussacia salicifolia - Gaylussacia setosa - Gaylussacia tomentosa - Gaylussacia ursina - Gaylussacia virgata - Gaylussacia vitis-idaea |